# Diadegma mollipla
Diadegma mollipla là một loài tò vò trong họ Ichneumonidae.